# Anatolie Zagorodnîi
Anatolie Zagorodnîi (n. 22 iunie 1973, Putinești, raionul Florești) este un politician și jurist moldovean, deputat în Parlamentul Republicii Moldova începând cu anul 2005, ales pe listele Partidului Comuniștilor din Republica Moldova.

## Cariera

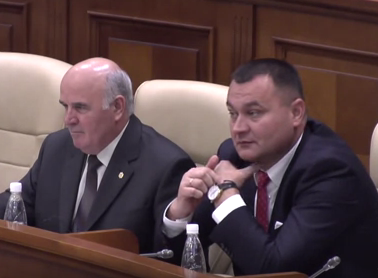
Vasili Panciuc și Anatolie Zagorodnîi (dreapta) în Parlamentul Republicii Moldova în 2015

A fost ajutor de procuror în mun. Bălți, orașul Florești, șef al Direcției juridice din cadrul prefecturii județului Lăpușna, specialist principal al președintelui raionului Hîncești, șef al oficiului teritorial Hîncești al Cancelariei de Stat
Din 6 martie 2005 este deputat în Parlament, secretar al Comisiei juridice, pentru numiri și imunități, președinte al acestei Comisii și din septembrie 2009 vicepreședinte  al Comisiei juridice, numiri și imunități.
Este membru al Fracțiunii PCRM.